# Molino de los Frailes de Potríes
El Molino de los Frailes es un antiguo molino hidráulico ubicado en el término de Potries. En la Concordia de 1511 se le llama como molino de Alfaz, y en el Memorandum de Maians de 1745 como molino de Sant Geroni.

## Contexto
El molino está situado en la partida de la Alameda, en el término de Potries. Está enclavado dentro de las instalaciones de una empresa química de la localidad, sucesora de la primitiva Electroquímica del Serpis. Estaba alimentado por la acequia Común de Gandia y Oliva antes de su separación en dos, por lo que recibía un caudal de agua mucho más constante que los otros molinos de la red derivada al azud de Encarroz mediante la acequia real de Alcoy.
El agua como fuerza para mover ingenios tuvo gran importancia en la Safor. Por eso en la Concordia de 1511 los molinos se describen detalladamente. Además, los molinos constituían una de las principales fuentes de ingresos de los señoríos locales, en este caso del convento de San Jerónimo de Cotalba.
Los molinos tienen varios usos. Uno es la transformación de la producción agrícola, lo que en este caso lleva por un lado los molinos harineros y por otro a los arroceros. En el siglo XVIII consta en la Safor la existencia de producción de trigo y maíz, y la expansión del arroz. Además de estos usos, la fuerza hidráulica se puede utilizar para generar electricidad, como también se hizo en el molino de la Luz a inicios del siglo XX; y esta energía puede venderse o utilizarse, en este caso por al alumbrado público y la fabricación de lejía.

## Historia
Se construyó en el siglo XV. El molino fue propiedad de la comunidad del convento de San Jerónimo de Cotalba, por lo que se le conoce como "dels Frares" y "de Sant Geroni". La adquisición por parte del convento se realizó en 1614 con capitales de la administración de Jaume Fuster y propios de la comunidad.
La explotación del molino corría a cargo de arrendatarios, los cuales pertenecían a familias con fuerte vinculación con la actividad molinera. Hubo tres familias que explotaron el molino de los Frailes durante la mayor parte del tiempo en que fue propiedad del convento de San Jerónimo fueron los Peiró. Estos tuvieron la explotación en el siglo XVIII hasta 1770. Entre 1770 y 1780 fue la familia Ribes, que tuvo que abandonar el arrendamiento cuando se arruinó y tuvo que llegar a un acuerdo en 1780 , cuando la arrendataria fue la familia Morant, hasta 1823. Desde entonces y hasta la desamortización de 1836 estuvo explotado de nuevo por los Peiró. Los molinos estaban a veces subarrendados a otros miembros de las familias, y en algunos momentos -por ejemplo alrededor de 1820- la explotación era compartida por miembros de dos familias. El último molinero fue Simeón Peiró Mayor, de Potries.
En el período comprendido entre 1633 y 1835 el importe anual del arrendamiento pasó de 67 libras a 760, si bien no de forma constante, ya que el mayor importe corresponde a 1818 con 800 libras.
En 1838 el molino fue adquirido en subasta pública por José Velillo y Hermanos por un precio de 363.000 reales. Además del molino, adquirieron 14,5 hanegadas de tierra a su alrededor, por 41.600 reales.
En 1907 se transformó en central hidroeléctrica y proveía de corriente Potries, Beniflà y Beniarjó. Se la dotó con dos turbinas de 40 y 50 CV, las cuales también suministraban energía para las instalaciones de la fábrica de lejía Las Dos Palmas. En 1939 dos compañías dedicadas a la venta de lejía, Las Dos Palmas y La Violeta, se unían para conformar recién finalizada la guerra civil, Roig García y Cía. Roig García pasaría a denominarse Electroquímica del Serpis.

## Descripción
Se trata de un molino con lagar en rampa de unos 2 metros de diámetro y 2 metros de salto, con dos rodillos y dos juegos de muelas.

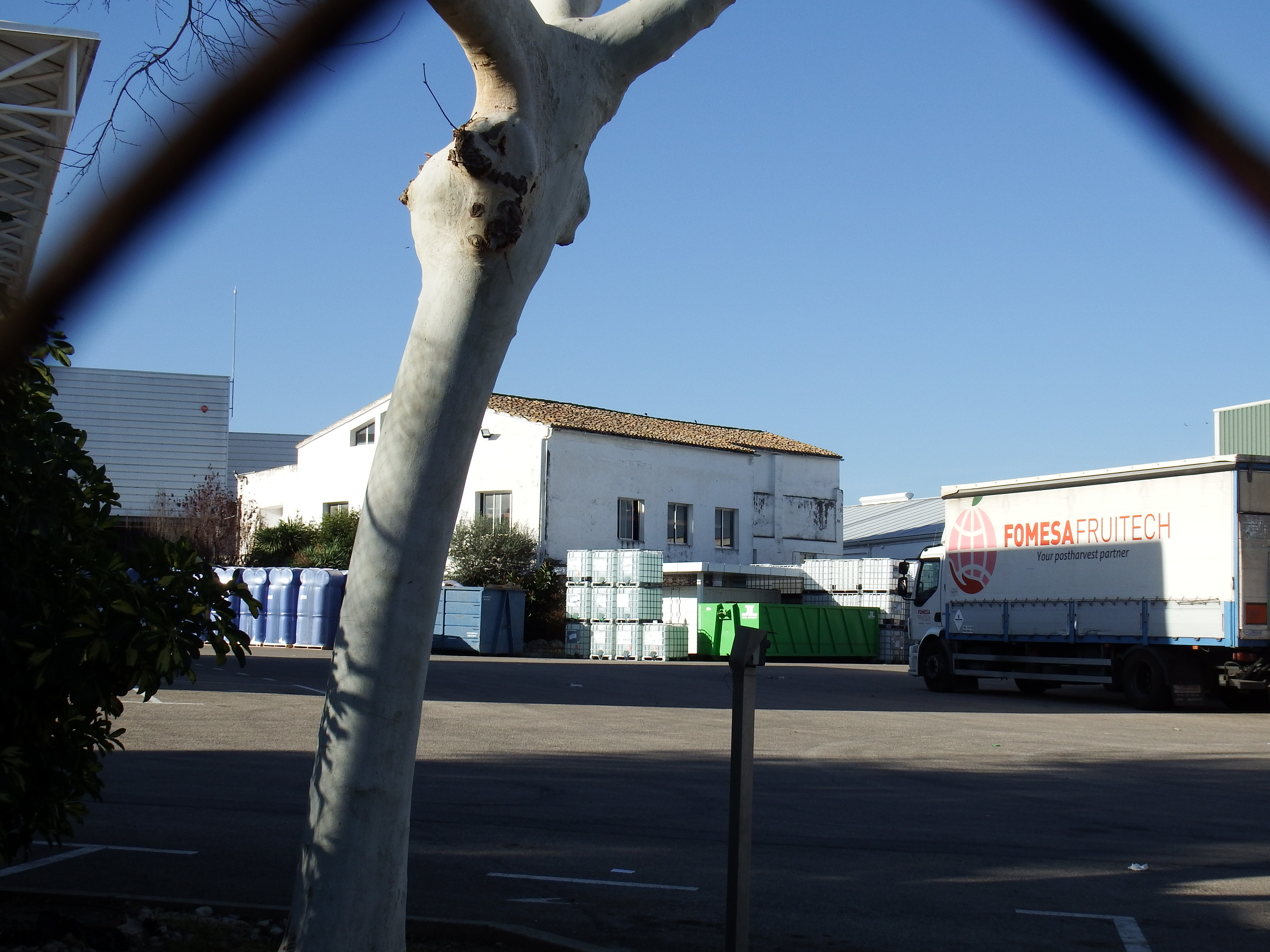
El molino forma parte (2024) de las instalaciones de una industria en funcionamiento

De la primitiva casa se sabe que era de dos alturas con dos crujías y techo a dos aguas; siendo el edificio de planta rectangular de 20 por 18 metros cuadrados.
La obra es de mampostería de piedra y ladrillo, con el tapia interior de mampostería.